# Port lotniczy Luis Muñoz Marín
Port lotniczy Luis Muñoz Marín – największy port lotniczy Portoryko, zlokalizowany w mieście Carolina.

## linie lotnicze i połączenia

### Terminal B
| Linie lotnicze        | Połączenia                                                    |
| --------------------- | ------------------------------------------------------------- |
| Air Canada            | Montréal [seasonal], Toronto-Pearson                          |
| Air Dominicana        | Punta Cana, Santo Domingo                                     |
| Air Sunshine          | St. Croix, St. Thomas, Tortola, Vieques, Virgin Gorda         |
| AirTran Airways       | Atlanta, Baltimore/Washington, Orlando                        |
| Cape Air              | Mayagüez, Ponce, St. Croix, St. Thomas, Tortola, Vieques      |
| Delta Air Lines       | Atlanta, New York-JFK                                         |
| LIAT                  | Antigua, St. Maarten, St.Vincent, Port of Spain, Dominica     |
| Northwest Airlines    | Detroit, Memphis, Minneapolis/St. Paul [sezonowe]             |
| San Juan Aviation     | Punta Cana, Santiago (DR), Santo Domingo, Vieques, St Maarten |
| Sunwing Airlines      | Montreal, Toronto-Pearson [sezonowe]                          |
| United Airlines / Ted | Chicago-O'Hare, St. Thomas, Washington-Dulles [seasonal]      |
| US Airways            | Boston, Charlotte, Philadelphia, Washington-Dulles [seasonal] |
| Vieques Air Link      | Vieques                                                       |

### Terminal C
| Linie lotnicze       | Połączenia                                                                        |
| -------------------- | --------------------------------------------------------------------------------- |
| Continental Airlines | Cleveland, Houston-Intercontinental, Newark                                       |
| Copa Airlines        | Panama                                                                            |
| Iberia Airlines      | Madryt, Barcelona [sezonowe]                                                      |
| JetBlue Airways      | Boston, Fort Lauderdale, Nowy Jork-JFK, Orlando, Santo Domingo, Waszyngton-Dulles |
| Spirit Airlines      | Fort Lauderdale, Orlando, Atlantic City [sezonowe]                                |

### Terminal D
| Linie lotnicze                                        | Połączenia |
| ----------------------------------------------------- | --- |
| American Airlines                                     | Baltimore, Boston, Caracas, Chicago-O'Hare, Dallas/Fort Worth, Hartford, Los Angeles, Miami, New York-JFK, Philadelphia, Tampa, Washington-Dulles |
| American Eagle (obsługiwane przez Executive Airlines) | Anguilla, Antigua, Beef Island, Bonaire, Bridgetown, Canouan, Dominica, Fort-de-France, Grenada, La Romana, Nevis, Pointe-a-Pitre, Port of Spain, Puerto Plata, Punta Cana, Santiago (DR), Santo Domingo, St. Croix, St. Kitts, St. Lucia, St. Maarten, St. Thomas |

### Terminal E
| Linie lotnicze    | Połączenia |
| ----------------- | ---------- |
| American Airlines |            |